# Maria Reich
Maria Isabel Johanna Reich (* 1990 in Berlin) ist eine deutsche Musikerin (Geige, Bratsche, Komposition) und Autorin, die sowohl im Bereich des Jazz, der Neuen Improvisationsmusik und der Klassik tätig ist.

## Leben und Wirken
Reich wuchs in einer Musikerfamilie auf; die Sängerin Corinna Reich ist ihre Mutter. Bereits mit drei Jahren begann sie mit dem Geigenspiel. Von 2007 bis 2009 wurde sie als Jungstudentin für klassische Violine an der Universität der Künste Berlin ausgebildet. Nach dem Abitur nahm sie 2009 privaten Violinunterricht bei Elisabeth Glab in Paris. Von 2010 bis 2014 studierte sie zunächst Kommunikations- und Kulturwissenschaften sowie Management an der Zeppelin Universität, unter anderem bei Martin Tröndle. Von 2014 bis 2019 schloss sie ein Musikstudium am Jazz-Institut Berlin bei David Friedman, Greg Cohen und Stephan Braun an.
Noch während des Studiums veröffentlichte Reich 2017 mit einem Kollektiv das kollaborative Album Planet 9. Von 2015 bis 2018 betrieb sie das Duo Nido mit Hauke Renken, das 2017 das Album Leitmotiv Grundgesetz veröffentlichte. Weiterhin war sie Gründungsmitglied des Stegreif Orchesters, mit dem sie bis 2020 mehrere Tourneen im In- und Ausland spielte. Seit 2021 gehört sie dem Trickster Orchestra an. Sie gründete ein kollaboratives Trio mit Mark Pringle und Moritz Baumgärtner sowie ein Streichquartett. Ferner spielte sie im Trio mit Laura Totenhagen und Eve Risser und im Duo mit Peter Meyer; zudem gehört sie zum Sextett von Cymin Samawatie. Sie ist des Weiteren auf Alben von Fabia Mantwill, Koma Saxo und Nick Dunston (Colla Voce) zu hören.
2021 erschien Reichs Gedichtband Kompost. Weiterhin verfasste sie den Beitrag „Präludieren, Fantasieren und Collagieren: die Improvisation, eine vergessene Kunst im klassischen Konzert“, der 2018 in Tröndles Sammelband Das Konzert II erschien; 2023 legte sie zum selben Thema im Eigenverlag ihr Buch Mit Klassik spielt man nicht! vor.
Ihre Kompositionen verortet Reich im Grenzbereich von improvisierter und komponierter Musik; sie schrieb Kammermusik, Lieder sowie Theater- und Filmmusik.